# 腸間膜
腸間膜（ちょうかんまく、英: Mesentery）とは、空腸と回腸を腹部の後方から支える腹膜の二重層のことである。しかしながら、腸間膜は、腹腔の様々な構成物を含む腹膜の二重層も含んで言うことが多い。腸間膜を臓器のひとつだと考える研究者もいる。